# X-Canhá
X-Canhá är en ort i Mexiko.   Den ligger i kommunen Hopelchén och delstaten Campeche, i den östra delen av landet, 1 000 km öster om huvudstaden Mexico City. X-Canhá ligger 156 meter över havet och antalet invånare är 412.
Terrängen runt X-Canhá är platt. Runt X-Canhá är det mycket glesbefolkat, med 2 invånare per kvadratkilometer. Närmaste större samhälle är Xmejía, 15,0 km norr om X-Canhá. I omgivningarna runt X-Canhá växer i huvudsak städsegrön lövskog.